# オーナミ
株式会社 オーナミは、大阪府大阪市西区に所在する運輸・倉庫業務を行う企業。

## 概要
親会社であるカナデビア（旧日立造船）を主要取引とし、大阪及び舞鶴、九州地区で運輸・倉庫業を行う企業である。

## 沿革
- 1949年（昭和24年） - 大浪運輸倉庫株式会社として設立。
- 1963年（昭和38年） - 大阪証券取引所2部に上場。
- 1998年（平成10年） - 株式会社オーナミに商号変更。
- 2013年（平成25年） - 大阪証券取引所と東京証券取引所の現物株市場統合に伴い、東京証券取引所2部に上場。
- 2016年（平成28年） - 東京証券取引所2部の上場廃止後、株式交換により日立造船の完全子会社となる。
- 2022年（令和4年） - 12月5日付けで、センコーGHDと日立造船の間でオーナミの発行済み株式の66.6%をセンコーGHDに譲渡する株式譲渡契約を締結し、センコーGHDの子会社となる。[1]

## 営業拠点

### 近畿エリア
- 本社 - 大阪府大阪市西区江戸堀2-6-33 江戸堀フコク生命ビル2F
- 堺事業所 - 大阪府堺市西区築港新町1-5
  - 堺梱包センター
- 日立堺事業所 - 大阪府堺市西区築港新町1-5-1
- 鶴町事業所 - 大阪市大正区鶴町2-20-58
- 舞鶴事業所 - 京都府舞鶴市余部下1180
  - 若狭梱包センター - 福井県大飯郡高浜町高森2-8

### 中国エリア
- 尾道事業所（因島） - 広島県尾道市因島土生町2418
- 尾道事業所（向島西） - 広島県尾道市向島町111番地
- 向島事業所 - 広島県尾道市向東町14755

### 九州エリア
- 長洲事業所 - 熊本県玉名郡長洲町名石浜4
- 有明事業所 - 熊本県玉名郡長洲町有明1
- スチールセンター事業所 - 熊本県玉名郡長洲町名石浜10

### 関東エリア
- 関東事業所 - 茨城県ひたちなか市西大島3-19-40-201